# Ахлак-е-Гінді
Ахлак-е-Гінді (урду اخلاق ہندی, англ. Akhlaq-e-Hindi) — перша друкована книга мовою урду, що була надрукована у 1803 році. Книга видана міром Багадур Алі Гуссаїні у видавництві Коледжу Форт-Вільяма у Калькуті. Це переклад перської книги, що розповідає про етику.